# 王窑镇
王窑镇，是中华人民共和国甘肃省天水市秦安县下辖的一个乡镇级行政单位。
2016年，甘肃省民政厅批复同意撤销王窑乡，设立王窑镇。

## 行政区划
王窑镇下辖以下地区：
山场村、乔庙村、魏湾村、彭家村、硬湾村、杨何村、张洼村、王窑村、高庙村、石沟村、丁山村、吕山村、何沟村、堡子村、高洼村、刘窑村、下湾村、小湾河村、漆老村、闫山村、灌岭村、雨佰村和杜湾村。